# Voulisméni (Lassíthi)
Voulisméni, en grec moderne : Βουλισμένη, est un village du dème d'Ágios Nikólaos, dans le district régional de Lassíthi de la Crète, en Grèce. Selon le recensement de 2011, la population de Voulisméni compte 337 habitants. 
Il est situé à une altitude de 270 mètres, à une distance de 1,5 km, à l'ouest de Neápoli.

## Recensements de la population
| Recensements | 1900 | 1920 | 1928 | 1940 | 1951 | 1961 | 1971 | 1981 | 1991 | 2001 | 2011 |
| ------------ | ---- | ---- | ---- | ---- | ---- | ---- | ---- | ---- | ---- | ---- | ---- |
| Population   | 484  | 537  | 490  | 445  | 438  | 423  | 371  | 344  |      | 341  | 337  |

## Source de la traduction
- (el) Cet article est partiellement ou en totalité issu de l’article de Wikipédia en grec moderne intitulé « Βουλισμένη Λασιθίου » (voir la liste des auteurs).